# 브루클린 어린이 박물관

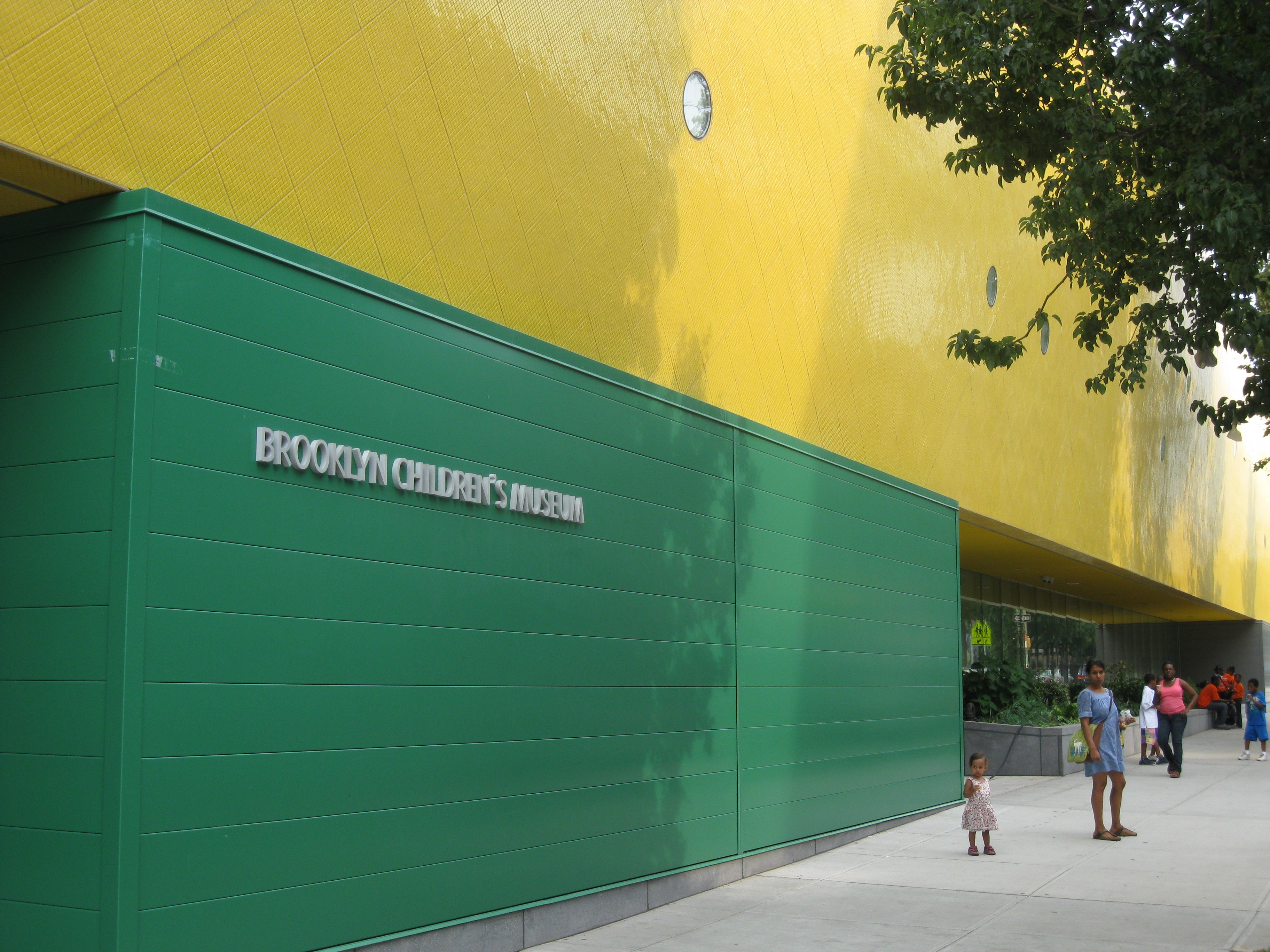
브루클린 어린이 박물관

브루클린 어린이 박물관(Brooklyn Children's Museum)은 미국 뉴욕주 브루클린에 위치한 어린이 박물관이다. 1899년 개관하였으며, 세계 최초의 어린이 박물관이다.